# Хинеста, Марина
Марина Жинеста (каталонское и французское произношение, или Хинеста по-испански, фр. Marina Ginestà, кат. Marina Ginestà; 29 января 1919, Тулуза — 6 января 2014, Париж) — каталонская участница гражданской войны в Испании, член интернациональной бригады. Она стала известной в связи с фотографией, сделанной немцем Хансом Гуттманом (Хуан Гусман) на крыше отеля Колон в Барселоне. Это одна из самых знаменитых фотографий гражданской войны в Испании.

## Жизнь
Родилась в Тулузе в семье каталонских синдикалистов и переехала в Барселону с родителями в возрасте 11 лет. Позже Хинеста присоединилась к Единой социалистической партии Каталонии и её молодёжной организации Объединённая социалистическая молодёжь. Во время войны она служила в интернациональной бригаде в качестве репортёра, переводчика и помощника Михаила Кольцова, корреспондента советской газеты «Правда» в Испании. В конце войны Хинеста получила ранение и была эвакуирована в Монпелье. Когда Франция была оккупирована нацистами, Марина сбежала в Мексику, а затем в Доминиканскую Республику, где вышла замуж. В 1946 году она была вынуждена покинуть страну из-за преследований диктатора Рафаэля Трухильо. В 1960 году Хинеста снова вышла замуж за бельгийского дипломата и вернулась в Барселону. В начале 1970-х она переехала в Париж.
Марина Хинеста умерла 6 января 2014 года в возрасте 94 лет в Париже. О смерти сообщил её сын, Мануэль Перианьес.

## Знаменитая фотография
Знаменитый снимок был сделан 21 июля 1936 года. На фотографии видно, как 17-летняя девушка позирует с винтовкой на крыше отеля Колон. Ради этого снимка Марина Хинеста первый и единственный раз в жизни взяла в руки ружьё. Позже, эта фотография была размещена на обложке книги «Тринадцать роз» (Las Trece Rosas) Карлоса Фонсеки, о тринадцати девушках, казнённых режимом Франко.